# Качинский диалект
Качинский диалект — разновидность хакасского языка, носителями которой являются качинцы (хаас, хааш), проживающие  в Усть-Абаканском, Алтайском, Бейском и Ширинском районах Республики Хакасия.
Монографически диалект исследован научным сотрудником ХакНИИЯЛИ Д. Ф. Патачаковой. Географически наречие качинцев ею подразделяется на четыре группы говоров:
- абаканская — нижнее течение реки Абакан;
- уйбатская — река Уйбат;
- белоиюсская — река Белый Июс;
- староиюсская — река Чулым.

Абаканский говор качинского диалекта лёг в основу литературного хакасского языка (вместе с сагайским диалектом), и поэтому его грамматические формы и фонетические особенности не отличаются от норм литературного языка. Уйбатский говор отличается совмещением некоторых особенностей качинского и сагайского диалектов. Белоиюсскому говору свойственны некоторые признаки кызыльского диалекта (они проживают рядом с кызыльцами). Носители староиюсского говора живут несколько обособленно и отличаются очень своеобразной мелодичностью речи.